# Jimbo (drag queen)
James Insell (nacido el 10 de noviembre de 1982), conocido por su nombre artístico Jimbo, es una diseñadora y drag queen canadiense quién es conocida por competir en la primera temporada de Canada's Drag Race (2020), la primera temporada de RuPaul's Drag Race: UK vs the World, y es la ganadora de la octava temporada de RuPaul's Drag Race: All Stars (2023).

## Primeros años y educación
Originario de London, Ontario, Insell y su hermano Jeff son hijos de Mary Insell y ambos se interesaron por las actividades creativas desde la infancia, incluido el drag play. Respetando los deseos de su padre de que siguiera una educación profesional, estudió biología en la Universidad de Western Ontario; sin embargo, tras graduarse, optó por no trabajar en ese campo y se trasladó a Victoria, Columbia Británica, donde empezó a trabajar como diseñadora de vestuario y producción.

## Carrera
Insell ha trabajado principalmente en el teatro local, incluyendo producciones de James and the Giant Peach y The Rocky Horror Show, pero también ha participado en varias películas para televisión producidas por Front Street Pictures para Hallmark Channel, y en la serie de televisión infantil Pup Academy. Apareció en el vídeo musical del sencillo "Open Heart" del músico de Victoria Adrian Chalifour. También apareció como drag mother del rapero de Columbia Británica bbno$ para el vídeo musical de su canción "imma".

### Canada's Drag Race
Apareció en la primera temporada de Canada's Drag Race en 2020, convirtiéndose en uno de los favoritos de los fans y ganando el desafío clave Snatch Game por su interpretación de Joan Rivers, pero fue eliminada de la competencia en cuarto lugar por detrás de las finalistas Priyanka, Scarlett BoBo y Rita Baga. Para la edición especial en línea de Fierté Montréal de su programa anual Drag Superstars, que presentaba a todas las reinas de Canada's Drag Race en actuaciones de vídeo pregrabadas, Jimbo realizó una recreación drag del éxito de 1979 de The Buggles "Video Killed the Radio Star".[cita requerida]
Después de Canada's Drag Race hizo una gira por el Reino Unido como parte del espectáculo Klub Kids con Rock M Sakura y Erika Klash, y fue la única reina de la temporada que no apareció en ninguna fecha de la gira Canada's Drag Race Live at the Drive-In; sin embargo, participó junto a Priyanka, Scarlett Bobo y Rita Baga en una mesa redonda en línea como parte del festival Just for Laughs.
Durante la pandemia de COVID-19 en Canadá, también creó una línea de máscaras faciales a través de su estudio de diseño, con cada compra igualada por la donación de una máscara gratuita a una persona sin hogar o con bajos ingresos, y lanzó una campaña de Kickstarter para financiar la producción de House of Jimbo, una serie de comedia y variedades que espera lanzar en el futuro. Insell ha descrito House of Jimbo como "el marco de un programa infantil, pero realmente hecho para adultos", comparable a Pee-wee's Playhouse o The Hilarious House of Frightenstein, y el programa alcanzó su objetivo de Kickstarter a finales de octubre de 2020. Al mismo tiempo, Riot Brewing Company, con sede en Chemainus, presentó Jimbo, una cerveza artesanal con sabor a boysenberry cuyos beneficios se destinarán en parte a financiar House of Jimbo.

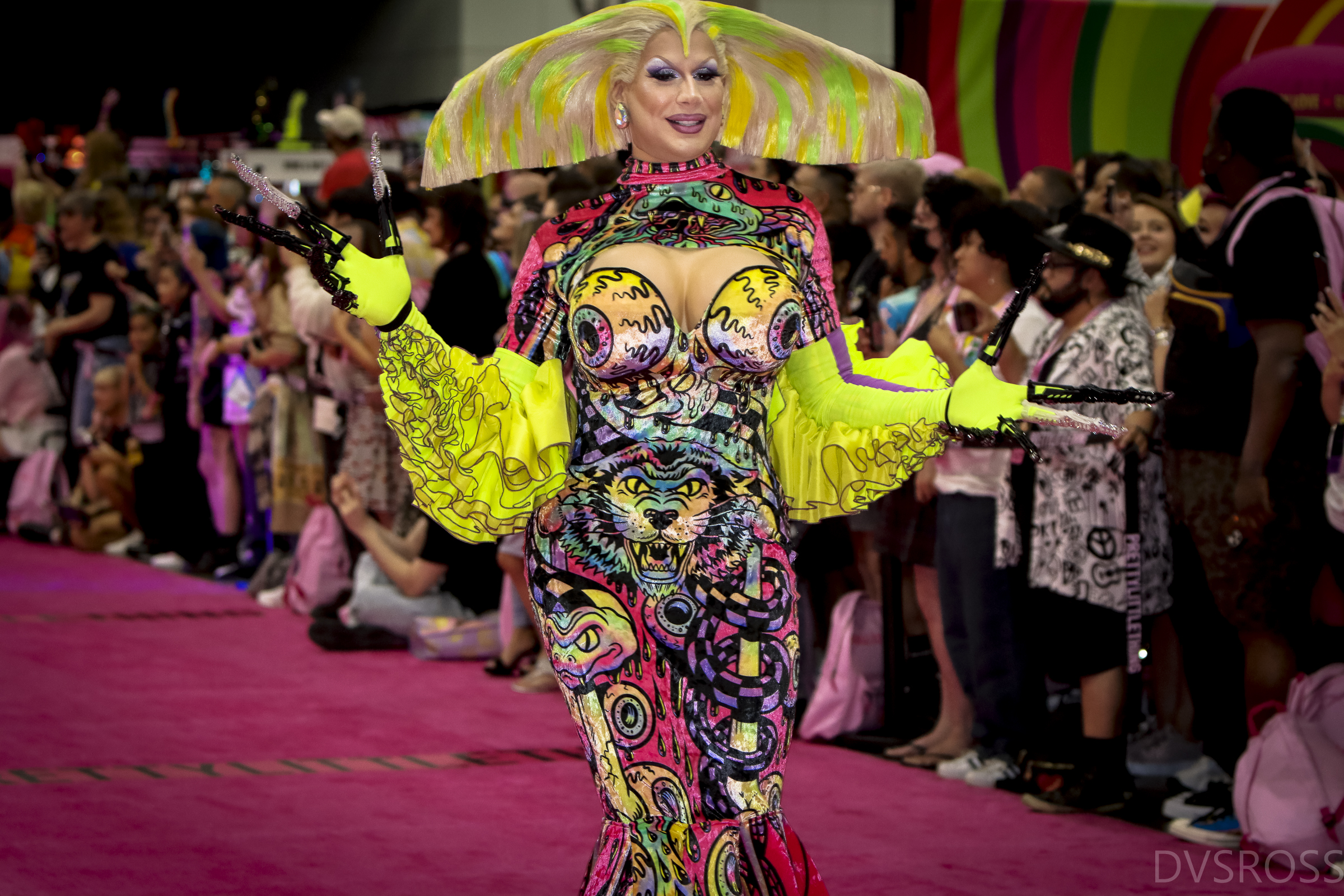
Jimbo en la RuPaul's DragCon LA en 2022

En 2021 hizo una aparición de regreso en la segunda temporada de Canada's Drag Race, apareciendo en el tercer episodio como el asesino en el desafío de actuación con temática de película slasher "Screech". Regresó en la tercera temporada de Canada's Drag Race en 2022, apareciendo como juez invitado en el episodio "Bitch Stole My Look".

### RuPaul's Drag Race: UK vs the World
En enero de 2022, fue anunciado como uno de los nueve concursantes de RuPaul's Drag Race: UK vs the World. Después de ganar los dos primeros episodios de la temporada, Jimbo cayó entre los dos últimos en el tercer episodio y fue eliminada por Pangina Heals después de que Heals ganara una lip sync contra la concursante holandesa Janey Jacké con "We Like to Party! (The Vengabus)" de Vengaboys. La temprana eliminación de Jimbo fue calificada como una de las más "polémicas" de la historia de la franquicia.

### RuPaul's Drag Race: All Stars
Jimbo fue concursante de la octava temporada de RuPaul's Drag Race: All Stars (2023). Obtuvo la victoria en el concurso al ganar la final frente a Kandy Muse.

## Filmografía

### Televisión
| Año  | Título                                      | Papel      | Notas                       |
| ---- | ------------------------------------------- | ---------- | --------------------------- |
| 2020 | Canada's Drag Race (temporada 1)            | Ella misma | Concursante (cuarto lugar)  |
| 2021 | Canada's Drag Race (temporada 2)            | Ella misma | Invitada, episodio 3        |
| 2022 | RuPaul's Drag Race: UK vs the World         | Ella misma | Concursante (séptimo lugar) |
| 2022 | Canada's Drag Race (temporada 3)            | Ella misma | Jurado invitado             |
| 2023 | RuPaul's Drag Race: All Stars (temporada 8) | Ella misma | Concursante (ganadora)      |
| 2023 | RuPaul's Drag Race: All Stars: Untucked     | Ella misma | Concursante (ganadora)      |

### Vídeos musicales
| Año  | Título           | Artista            | Ref.   |
| ---- | ---------------- | ------------------ | ------ |
| 2019 | "Open Heart"     | Adrian Chalifour   | [ 9 ]  |
| 2020 | "imma"           | bbno$              | [ 10 ] |
| 2021 | "Bitch I'm Busy" | Priyanka           | [ 28 ] |
| 2022 | "Don't Call Me"  | Joseph Shepherd    | [ 29 ] |
| 2023 | "True Colors"    | Kylie Sonique Love | [ 30 ] |

### Series de Internet
| Año  | Título          | Papel                          | Ref.   |
| ---- | --------------- | ------------------------------ | ------ |
| 2021 | Jimbo vs. Peas  | Ella misma                     | [ 31 ] |
| 2023 | Meet the Queens | Ella misma / Especial autónomo | [ 32 ] |
| 2023 | EW News Flash   | Ella misma / Invitada          | [ 33 ] |
| 2023 | BuzzFeed Celeb  | Ella misma / Invitada          | [ 34 ] |

## Discografía

### Sencillos

#### Como artista principal
| Title          | Year | Album              |
| -------------- | ---- | ------------------ |
| "Free & Horny" | 2020 | Sencillo sin álbum |
| "Angel"        | 2020 |                    |
| "Pumpkin Tits" | 2020 |                    |

#### Como artista destacada
| Título | Año  | Álbum              |
| --- | ---- | ------------------ |
| "Not Sorry Aboot It" (con el elenco de Canada's Drag Race, temporada 1)                                       | 2020 | Sencillo sin álbum |
| "Money, Success, Fame, Glamour" (versión Disco) (con el elenco de RuPaul's Drag Race: All Stars, temporada 8) | 2023 |                    |

| Predecesora: Jinkx Monsoon | Ganadora de RuPaul's Drag Race: All Stars 2023 | Sucesora: Angeria Paris VanMicheals |